# Sellnickochthonius heterotrichus
Sellnickochthonius heterotrichus är en kvalsterart som först beskrevs av Balogh 1963.  Sellnickochthonius heterotrichus ingår i släktet Sellnickochthonius och familjen Brachychthoniidae. Inga underarter finns listade i Catalogue of Life.